# Cinema (banda)
Cinema es una banda de rock pop chileno formada en la década de 1980. El grupo fue liderado por el músico Álvaro Scaramelli y el guitarrista Rodrigo Bari.

## Historia
La banda surgió en 1984, cuando Álvaro Scaramelli conoció a Rodrigo Bari luego de ser parte de Canterville, un grupo más cercano al jazz, en el que también estaban Igor Rodríguez y Juan Ricardo Weiler (quienes conformarían poco después Aparato Raro). Tras deambular por pubs y locales nocturnos, el grupo grabó un primer sencillo: «Y tú no estás», lanzado en 1985 por RCA Records. El mismo espíritu de pop con esencia baladística guiaría la mayoría de sus composiciones de ahí en adelante. 
Con esa antesala y una gira por Chile, registraron su primer LP con el mismo sello, Cinema en directo, el cual fue grabado en una tocata en la Discotheque Gente, de Calle Apoquindo. No eran las mejores condiciones de estudio, pero la difusión llegó rápidamente.
Cinema se convirtió en un nombre masivo gracias a «Tom y Jerry» y «Locos Rayados». Este último sencillo le dio nombre a su álbum debut, Locos Rayados, grabado en Buenos Aires, Argentina en 1986. Ese álbum, sus coloridas y dinámicas presentaciones en vivo, y una rápida difusión televisiva, los llevaron casi sin dificultades a los rankings radiales y a los medios de comunicación de esos años, abiertos incondicionalmente a las expresiones locales, sobre todo de pop. Eran plenos tiempos del Dictadura militar de Augusto pinochet, y existía un inusitado auge de la música de ese género, que salvo el caso de Los Prisioneros, no molestaba el estado de las cosas. Cinema, en varias entrevistas, reconoció sin tapujos su interés por hacer música bailable, mientras emprendían una gira por Perú, Ecuador y Colombia.
Con la evidente popularidad de sus canciones, Cinema formó parte del Festival de Viña del Mar de 1987, con una gran aceptación del público de la Quinta Vergara. Sin embargo, su trayectoria se vio interrumpida en marzo de 1987, cuando la banda anunció su disolución "por problemas internos". Posteriormente, Álvaro Scaramelli inició una carrera solista que lo acercó más a las baladas, y con la que logró mejores ventas que con el conjunto. Rodrigo Bari, en tanto, se dedicó a la producción musical, hasta que en 1991 encabezó el proyecto Diva (y, más tarde, a los rockeros Kiltro).
Aunque el aporte que hizo Cinema a la música fue puesto en duda por las posteriores evaluaciones que medios de comunicación y empresas discográficas hicieron del boom de los 80, sus líderes intentaron reagrupar la banda a comienzos de la década de 1990. Pero a ella sólo se integraron Bari y Scaramelli, pues el resto estaba repartido en otros oficios y en el extranjero. Tuvieron al naciente grupo Santa Locura como apoyo, y registraron en 1994 un álbum que presentaron en vivo en la sala de la SCD a mediados de ese año. El álbum se llamaba simplemente Cinema, y aunque su single «Bodeguero» alcanzó a ingresar a las radios, los malos manejos administrativos y desacuerdos contractuales entre el productor Jorge Mackenna y la compañía EMI, detuvieron la distribución de una forma tan inédita como definitiva: todas las copias fueron destruidas, y la difusión de las canciones quedó inhabilitada. La frustración que se generó en los músicos dejó muerta toda posibilidad de regreso de Cinema.

## Miembros
- Álvaro Scaramelli - voz y teclado (1984-1987, 1994)
- Rodrigo Bari - guitarra (1984-1987, 1994)
- Alan Reydet - bajo (1984-1987)
- Alfonso Feeley - teclados (1984-1987)
- Alejandro Miranda - batería (1984-1987)

## Discografía
Álbumes de estudio
- Locos Rayados (1986)
- Cinema (1994)

Álbumes en vivo
- Cinema en vivo (1985)

- Datos: Q2884343